# Helophorus nubilus
Helophorus nubilus ist ein Käfer aus der Familie der Wasserkäfer (Hydrophilidae) und der Unterfamilie Helophorinae.

## Merkmale
Die braunen Käfer sind 3–4 mm lang. Der Halsschild wird von fünf Längsfurchen durchzogen. Die Seiten des Halsschildes sind etwas heller gefärbt.
Die Flügeldecken, auf denen sich mehrere dunkle Flecke befinden, sind mit zahlreichen längs verlaufenden Punktstreifen versehen.

## Verbreitung
Die Käferart ist in Europa weit verbreitet. In Mitteleuropa kommt die Art im Norden häufiger vor als im Süden. Auf den Britischen Inseln ist die Art ebenfalls vertreten.

## Lebensweise
Die überwinternden Käfer beobachtet man gewöhnlich im Herbst von Mitte September bis Mitte Dezember sowie im Frühjahr von Ende April bis Ende Mai. Die Käfer bevorzugen trockene Habitate, lehmige Felder und Ruderalflächen. Helophorus nubilus gilt als Agrarschädling von Wintergetreide. Die Larven fressen im unteren Bereich der Schösslinge und verursachen dadurch eine Gelbfärbung der inneren Blätter. Die Schäden, die zwischen Januar und März auftreten, können bei einem ausreichend langen zeitlichen Abstand (gewöhnlich von einem Monat) zwischen Pflügen und Aussaat des Getreides vermieden werden.